# Бошофф, Карл
Карл Виллем Хендрик Бошофф (африк. Carel Willem Hendrik Boshoff; 9 ноября 1927, Нилстром — 16 марта 2011, Орания) — южноафриканский теолог, кальвинистский проповедник и политик. Африканерский националист, активный сторонник апартеида. В начале 1980-х — председатель Брудербонда. Один из основателей партии Фронт свободы плюс. Идеолог Фолькстата, инициатор африканерского проекта Орания. Зять Хендрика Фервурда.

## Проповедник и учёный
Родился в семье фермера-африканера. Детство провёл в Ватерберхе. В 1951 окончил Преторийский университет. В 1953 женился на Анне Фервурд, дочери «архитектора апартеида» Хендрика Фервурда.
В 1953—1970 Карл Бошофф был проповедником кальвинистской Голландской реформатской церкви в Венде и Соуэто. Занимал должность секретаря реформатской церкви. С 1968 — доктор социологии и антропологии. Был профессором факультета теологии Преторийского университета, занимался антропологическими исследованиями с расовым уклоном. Возглавлял Южноафриканское бюро расовых отношений с 1972 по 1999.

## Африканерский националист
Карл Бошофф был убеждённым африканерским националистом и сторонником апартеида. В 1980 он сменил Герта Фильюна на посту председателя Брудербонда. Занимал ультраконсервативную позицию, возражал против конституционной реформы Питера Боты. В 1983 оставил председательский пост.
Однако с середины 1980-х Бошофф стал признавать невозможность сохранения апартеида в прежнем виде. В то же время он выступал против перехода к многорасовой системе. В 1986 Бошофф возглавил консервативную организацию Фонд свободы африканеров. Занимал руководящие посты в африканерских церковных и культурных организациях. Выступал как идеолог и пропагандист Фолькстата — белого государства по типу бурских республик.

## Основатель Орании

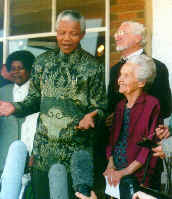
Нельсон Мандела в Орании, 1995. Справа от Манделы — Карл Бошофф и Бетси Фервурд, вдова Хендрика Фервурда

В 1990 Карл Бошофф обсудил с Нельсоном Манделой вопрос о создании «чисто африканерского» поселения. Тогда же сорок африканерских семейств выкупили 450 гектаров заброшенной земли в Кару (формальным покупателем выступила компания Vluyteskraal Aandeleblok, аффилированная с организациями Бошоффа). Были проведены оросительные работы, построен канал и город Орания, задуманный как прообраз бурского Фолкстата.
В Орании культивируются традиции африканеров, общение на африкаанс, кальвинистская религиозная практика. Проект был поддержан радикальными африканерскими националистами и, с другой стороны, правительством Африканского национального конгресса. Орания стала своего рода «предохранительным клапаном» — потенциальное африканерское сопротивление сосредоточилось на её развитии. Наблюдатели отмечают патриархальные порядки в Орании, стабильность городской жизни, практическое отсутствие преступности, что уникально для сегодняшней ЮАР.
Карл Бошофф с семьёй поселился в Орании. В 1995 Оранию посетил президент Мандела, встретившийся с Бошоффами. В 2010 Бошофф принял в Орании президента Джейкоба Зуму.
До конца жизни Карл Бошофф возглавлял самоуправление Орании. Он был также председателем партийной организации Фронт свободы плюс в Северной Капской провинции.

## Кончина
Карл Бошофф скончался в возрасте 83 лет. Похоронен в Орании. Позитивные отзывы и соболезнования родным выражали представители Фронта свободы плюс, АНК, либерального Демократического альянса, зулусской Инкаты.

Он верил в самоопределение африканеров, но он верил и в фундаментальные права человека.

Биби ван Вик, председатель Законодательного собрания Северной Капской провинции

## Семья
Жена Карла Бошофф — Анна Бошофф (Фервурд) — скончалась на четыре года раньше мужа. Сын Карла Бошоффа — Карл Бошофф-младший — известный историк, журналист и политик, единомышленник отца, один из создателей Фронта свободы плюс.